# 弗里蒙特鎮區 (密歇根州薩吉諾縣)
弗里蒙特鎮區（英語：Fremont Township）是位於美國密歇根州薩吉諾縣的一個行政鎮區。

## 地方資料
弗里蒙特鎮區的面積為95.20平方千米，當中陸地面積為95.20平方千米，而水域面積為0.00平方千米。根據2020年美國人口普查的數據，當地共有人口1998人，而人口密度為每平方千米20.99人。